# الدوري الأوروبي لكرة السلة 2006-07
الدوري الأوروبي لكرة السلة 2006-07 هو الموسم 7 من  الدوري الأوروبي لكرة السلة. أشرف على تنظيمه اتحاد الدوريات الأوروبية لكرة السلة ‏، وكان عدد الأندية المشاركة فيه  24، وفاز فيه نادي باناثينايكوس لكرة السلة.